# Anna Nakwaska
Anna Nakwaska z Krajewskich pseud. i krypt.: A...; Anna Nak...; Autorka „Odwiedzin babuni”; Pani T...ska (Trzaska); Polka; Une Polonaise, (ur. 28 marca 1781 w Warszawie, zm. 21 października 1851 w Małej Wsi) – polska powieściopisarka, pamiętnikarka, autorka książek dla dzieci i pedagog.

## Życiorys
Urodziła się w Warszawie, jako córka Stanisława Kostki Krajewskiego, instygatora królewskiego, i Franciszki z Kluszewskich. Pierwsze nauki pobierała w domu rodzinnym (Warszawa) i w Gołębiu (tam uczyła się wszystkich przedmiotów w języku francuskim). Żona senatora (od roku 1799), prefekta departamentu warszawskiego w Księstwie Warszawskim, następnie wojewody Królestwa Polskiego Franciszka Salezego Nakwaskiego. Zamieszkała wówczas w Lipinach (ziemia płocka), dość często jednak odwiedzała Warszawę, gdzie zaliczana była do towarzystwa Pałacu Pod Blachą. Przez wiele lat brała czynny udział w życiu kulturalnym Warszawy. W domu Stanisławostwa Sołtyków poznała m.in.: F.K. Dmochowskiego, L. Osińskiego i O. Kopczyńskiego. W okresie Księstwa Warszawskiego była wizytatorką szkół żeńskich i członkiem rady nadzorczej nad wychowaniem kobiet. Jednocześnie własnym sumptem dokształcała się w zakresie języka polskiego. Po upadku powstania listopadowego latem mieszkała w majątku Mała Wieś (ziemia płocka), a na zimę powracała do Warszawy. W 1831 po konfiskacie Kępy Polskiej majątku syna Henryka Mirosława za udział w powstaniu listopadowym natychmiast z powrotem wykupiła majątek od rządu. W roku 1837 wyruszyła do Szwajcarii, 7 lat później (1844) przemierzała Dolny Śląsk, odwiedzając Wrocław i lecząc się w Szczawnie.

## Twórczość
Od roku 1816 prowadziła w Warszawie (ul. Świętojerska nr 1790) popularny przez wiele lat salon literacki, pisała powieści (Czarna mara, Obraz warszawskiego społeczeństwa w dwóch powieściach spisany), opowiadania dla dzieci, jak i utwory o tematyce powstańczej (Aniela, czyli Ślubna obrączka, Powstaniec litewski). W „Gazecie Warszawskiej” w roku 1852 wydano fragment jej pamiętnika, kilkadziesiąt lat później, w 1891 kolejny fragment opublikowano w „Kronice Rodzinnej”. Całości pamiętnika do tej pory nie wydano.

### Ważniejsze dzieła
1. Trois nouvelles, publiées par une Polonaise, Warszawa 1821[3]
2. Suite des Trois nouvelles, publiées par une Polonaise, Warszawa 1821[4]
3. Obraz warszawskiego społeczeństwa w dwóch powieściach, powst. przed 31 grudnia 1830, wyd. Poznań 1842[5], (zawartość: Przedmowa; Szczęśliwa przygoda; Obligacja udziałowa)
4. Aniela, czyli ślubna obrączka. Powieść narodowa, Warszawa 1831[6]; przekł. francuski: Angélique ou l'anneau nuptial. Nouvelle polonaise. Épisode de la dernière révolution. Publié par Adolphe comte de Krosnowski, Paryż 1833[7] (2 wydania); przekł. niemiecki: brak roku i miejsca wydania; przekł. włoski: L'Anello. Episodio della revoluzione polacca del 1830 w: Novelle polacche di diversi autori, Mediolan 1863 „Biblioteca Nuova” nr 19
5. Powstaniec litewski. Obraz romantyczny z czasów rewolucji w Polsce 1831 r., powst. 1832, wyd. Lipsk 1845, (wyd. pod pseudonimem: pani T...ka – który Estreicher odczytuje jako: pani T(rza)ska)
6. Odwiedziny babuni, czyli powieści dla zabawy grzecznych dzieci, Warszawa 1833–1834[8]; wyd. 2: t. 1–2, Warszawa 1843-1844[9]
7. Wody karlsbadzkie. Powieść z wydarzeń towarzyskich, powst. 1834, (wymienia ją Skimbirowicz)
8. Młodość Kopernika, „Jutrzenka” 1834, przedr. I. Polkowski w: Kopernikijana t. 3, Gniezno 1875; przekł. francuski: tłum. Leonardowa Chodźkowa, La Pologne historique, littéraire, monumentale et illustrée, Paryż 1839–1841, s. 227–234; przekł. polski z tego tłumaczenia ogł. noworocznik „Niezabudka” (Petersburg) 1844
9. Marguerite de Zembocin, „Revue du Nord” 1835
10. Wspomnienia z podróży po Szwajcarii i Tyrolu w roku 1837, „Przyjaciel Ludu” 1838; rękopis: Biblioteka PAN Kraków, sygn. 1289
11. Czarna mara. Powieść historyczna. Kronika dawnego zamku książąt mazowieckich, powst. 1838, wyd. Warszawa 1841; wyd. następne: Gródek 1890; Warszawa 1899[10]
12. Wspomnienia z czasów pruskich i Księstwa Warszawskiego (1792-1830), powst. około roku 1840; fragm.: Wyjątki z pamiętników współczesnych, ogł. J. Korzeniowski, Gazeta Warszawska" 1852, nr 197-219; Ze wspomnień wojewodziny Nakwaskiej, „Kronika Rodzinna” 1891, nr: 4, 109, 135, 169, 197, 258, 293, 335, 356; rękopis był w posiadaniu S. Wasylewskiego; (F. Skarbek osnuł na tych wspomnieniach powieść: Pamiętniki Seglasa; wykorzystał je także J. Falkowski w: Obrazy z życia kilku ostatnich pokoleń w Polsce t. 1–5, Poznań 1877–1887
13. Niedzielne wieczory starego stolarza. Powieści dla rzemieślników, Leszno 1843[11]; wyd. 2 Leszno 1858
14. Otton i Berta, „Pielgrzym” 1844, t. 1
15. Chrzestna matka w koronie, czyli pierwsze róże, „Pielgrzym” 1844, t. 2
16. Wspomnienia krótkiej podróży 1844 r. do Śląska, „Pielgrzym” 1845, t. 1–2
17. Testament. Powieść, niewydana, (inform. G. Korbut).

Ponadto swe artykuły i utwory umieszczała w czasopismach: „Jutrzenka” (1834), „Pamiętnik Warszawski” (tu: Odpowiedź na artykuł A.G. O przyczynach oziębłości mężczyzn dla kobiet, 1819; Krótki rzut oka na teraźniejsze wychowanie Polek, przez Polkę, 1820 – przedr. J. Sowiński: O uczonych Polkach, Warszawa 1821, s. 122), „Pielgrzym” (1844–1845), „Pierwiosnek” (1840–1843), „Przyjaciel Ludu” (1838), „Revue du Nord” (1835).

### Przekłady
- M. Wirtemberska: Malvina, ou l'instinct du coeur. Traduit du polonais par une Polonaise t. 1–2, Warszawa 1817[12][13]; wyd. 2: La Polonaise, ou l'instinct du couer... t. 1–2, Paryż 1822.

### Listy
1. Od M. Radziwiłłówny (później Krasińskiej) z lat 1794–1802, do T. i E. Rastawieckich z lat 1807–1815; z rękopisu Muzeum Archeologicznego Uniwersytetu Jagiellońskiego fragmenty ogł. J. Falkowski w: Obrazy z życia kilku ostatnich pokoleń w Polsce t. 1–5, Poznań 1877–1887
2. Listy z lat 1799–1830, ze zbiorów rodziny Rastawieckich; rękopis od roku 1870 znajdował się w Bibliotece Poznańskiego Towarzystwa Przyjaciół Nauk, sygn. 361; obecnie zaginiony
3. Do siostry, T. Rastawieckiej, z lat 1806–1816 (w języku francuskim); fragm. z rękopisu Muzeum Archeologicznego Uniwersytetu Jagiellońskiego fragmenty ogł. A. Bełcikowski: A. z Krajewskich Nakwaska, „Ateneum” 1887, t. 2
4. Do siostry, T. Rastawieckiej, z roku 1808, ogł. E. Rastawiecki: Obrazy towarzystwa warszawskiego w r. 1808, w dwóch wówczas pisanych listach przechowane, „Niezapominajki” 1845; fragm. listu z 26 marca 1808 przedr. S. Szenic: Ochmistrzyni i faworyty królewskie, Warszawa 1961, s. 142.

O listach do M. z Radziwiłłów Krasińskiej wspomina także S. Pruszakowa, „Tygodnik Ilustrowany” 1862, t. 2, nr 166–167.